# 小松ウオール工業
小松ウオール工業株式会社（こまつウオールこうぎょう、KOMATSU WALL INDUSTRY CO.,LTD.）は、石川県小松市に本社を置く間仕切りなどを製造、販売する企業である。

## 沿革
- 1968年（昭和43年）1月22日 - 株式会社設立。
- 1989年（平成元年）3月 - 株式を店頭公開。
- 1999年（平成11年）3月 - 東京証券取引所、大阪証券取引所各2部上場。
- 2000年（平成12年）3月 - 東京証券取引所、大阪証券取引所各1部指定替え。
- 2010年（平成22年）12月 - 大阪証券取引所上場廃止。